# 大闹画室
《大闹画室》（英語：Uproar in the Studio），中国大陆无声动画电影，导演和编剧是万古蟾，制作者包括万籁鸣、万古蟾、万超尘、万涤寰。该片是中国第一部无声动画电影，已经在战乱中失传。

## 剧情
该片讲述一名画家在画室的滑稽故事。